# Fehmi Mahalla
Né en 1981, Fehmi Mahalla est un karatéka suisse surtout connu pour avoir remporté le titre de champion d'Europe en kumite individuel masculin plus de 80 kilos aux championnats d'Europe de karaté 2005, à Tenerife, en Espagne. Basé à Lausanne, il a longtemps combattu sous les couleurs du Kosovo avant de se faire naturaliser.

## Résultats
| Résultat | Date        | Épreuve                   | Catégorie | Compétition                | Ville hôte                             |
| -------- | ----------- | ------------------------- | --------- | -------------------------- | -------------------------------------- |
| [ 2 ]    | 13 mai 2005 | Kumite individuel + 80 kg | Seniors   | Championnats d'Europe 2005 | San Cristóbal de La Laguna, en Espagne |